# Parasteropleurus perezii
Parasteropleurus perezii is een rechtvleugelig insect uit de familie van de sabelsprinkhanen (Tettigoniidae). De wetenschappelijke naam van deze soort is voor het eerst voorgesteld als Ephippiger perezii door Ignacio Bolívar in een publicatie uit 1877.
Deze soort komt voor in Oost- en Noordoost-Spanje.